# Scleroglossa
Scleroglossa (do grego: skleros, grossa + glossa, língua) é uma subordem de Squamata que inclui as anfisbênias, lagartos e serpentes.